# Collegio di West Bromwich
West Bromwich è un collegio elettorale inglese situato nelle Midlands Occidentali, rappresentato alla Camera dei comuni del Parlamento del Regno Unito. Elegge un membro del parlamento con il sistema first-past-the-post, ossia maggioritario a turno unico; l'attuale parlamentare è Sarah Coombes del Partito Laburista, che rappresenta il collegio dal 2024.

## Estensione
- 1885-1918: il borgo municipale di West Bromwich;
- 1918-1950: il borgo di contea di West Bromwich;
- dal 2024: i ward del borgo metropolitano di Sandwell di Charlemont with Grove Vale; Great Barr with Yew Tree; Greets Green and Lyng; Newton; Oldbury; Rowley; Tividale e West Bromwich Central.[1]

## Membri del parlamento
| Elezione | Elezione        | Deputato              | Partito               |
| -------- | --------------- | --------------------- | --------------------- |
|          | 1885            | John Horton Blades    | Liberale              |
|          | 1886            | Ernest Spencer        | Conservatore          |
|          | 1906            | Alfred Hazel          | Liberale              |
|          | Gen 1910        | William Legge         | Conservatore          |
|          | 1918            | Frederick Roberts     | Laburista             |
|          | 1931            | Alexander Ramsay      | Conservatore          |
|          | 1935            | Frederick Roberts     | Laburista             |
| 1941 (S) | John Dugdale    |                       | Laburista             |
| 1963 (S) | Maurice Foley   |                       | Laburista             |
| 1973 (S) | Betty Boothroyd |                       | Laburista             |
|          | Feb 1974        | Collegio abolito      | Collegio abolito      |
|          | 2024            | Collegio ri-istituito | Collegio ri-istituito |
|          | 2024            | Sarah Coombes         | Laburista             |

## Elezioni

### Elezioni negli anni 2020
| Partito                    | Partito                                      | Candidato                  | Risultati 4 luglio 2024 | Risultati 4 luglio 2024 |
| Partito                    | Partito                                      | Candidato                  | Voti                    | %                       |
| -------------------------- | -------------------------------------------- | -------------------------- | ----------------------- | ----------------------- |
|                            | Laburista                                    | Sarah Coombes              | 16 872                  | 46,25                   |
|                            | Conservatore                                 | Will Goodhand              | 7 318                   | 20,06                   |
|                            | Reform UK                                    | Ray Nock                   | 7 101                   | 19,46                   |
|                            | Verdi                                        | Gita Joshi                 | 2 036                   | 5,58                    |
|                            | Indipendente                                 | Mohammed Yasin             | 1 707                   | 4,68                    |
|                            | Lib Dem                                      | Parmjit Singh Gill         | 1 314                   | 3,60                    |
|                            | UKIP                                         | Sam Harding                | 133                     | 0,36                    |
|                            |                                              |                            |                         |                         |
| Iscritti                   | Iscritti                                     | Iscritti                   | 74 026                  | 100,00                  |
| ↳ Votanti (% su iscritti)  | ↳ Votanti (% su iscritti)                    | ↳ Votanti (% su iscritti)  | 36 481                  | 49,28                   |
| ↳ Astenuti (% su iscritti) | ↳ Astenuti (% su iscritti)                   | ↳ Astenuti (% su iscritti) | 37 545                  | 50,72                   |
|                            |                                              |                            |                         |                         |
|                            | Esito: collegio a Laburista (nuovo collegio) |                            |                         |                         |